# ЗАЗ-1105 «Дана»
ЗАЗ-1105 «Дана» — украинский переднеприводной автомобиль с кузовом универсал на базе ЗАЗ-1102 «Таврия».

## История
В марте 1989 года о разработке пятидверной модели ЗАЗ-1105 на базе ЗАЗ-1102 сообщил первый заместитель министра автомобильного и сельскохозяйственного машиностроения В. П. Морозов.
В первом полугодии 1991 года построенный пятидверный вариант ЗАЗ-1102 с кузовом «универсал» прошёл испытания в большой дозвуковой аэродинамической трубе института механики МГУ.
В соответствии с 12-м пятилетним планом развития народного хозяйства СССР серийное производство модели планировалось начать в 1992 году, но после распада СССР в условиях разрыва хозяйственных связей и экономического кризиса 1990-х годов положение завода осложнилось и выпуск ЗАЗ-1105 был освоен в 1994 году. В условиях нехватки денежных средств завод начал использовать самые дешёвые комплектующие, что привело к снижению эксплуатационной надёжности автомашин в сравнении с ЗАЗ-1102 советского производства; ухудшилось также качество сборки (в частности, имели место проблемы с герметизацией кузова)
В 1997 году выпуск машины был прекращён.

## Описание

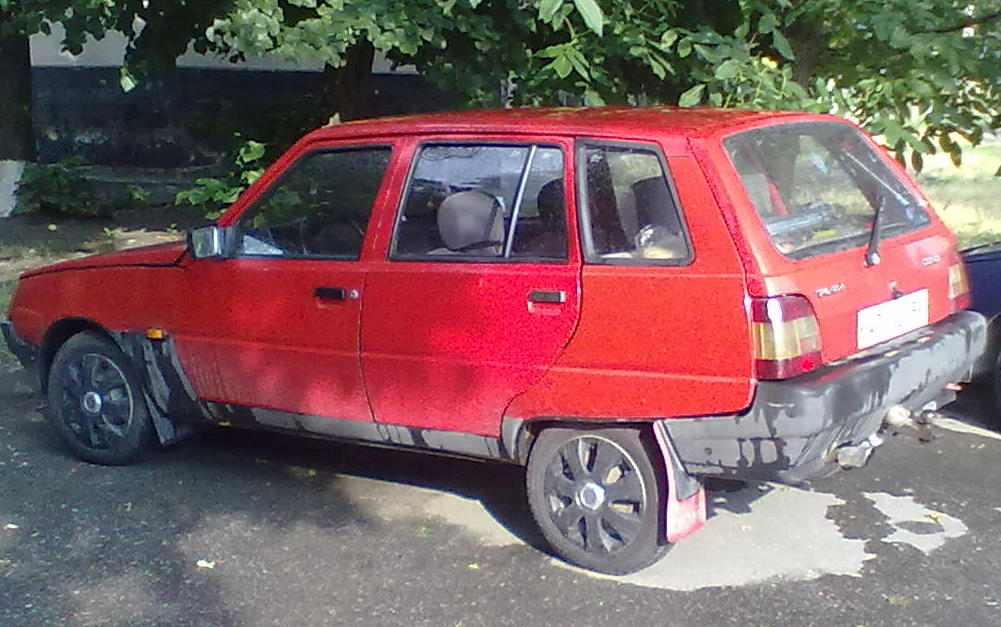
Вид сзади.

Автомобиль ЗАЗ-1105 имеет пятидверный кузов, отличающийся от кузова ЗАЗ-1102 скруглённым капотом, изменённой внешней формой боковины и заднего бампера, удлинённой задней частью кузова, изменённым остеклением, новой задней дверью и задними фонарями. В результате, по сравнению с «Таврией» у «Даны» были улучшены аэродинамические показатели кузова (Cx = 0,37 против 0,39 в «Таврии»).
Была изменена конструкция крыши: в отличие от ЗАЗ-1102, по краям крыши нет желобков-водостоков (предназначавшихся также для крепления верхнего багажника).
Стандартный салон комплектации — «Таврия-люкс». Также были установлены нескладные передние сидения, изменённая приборная панель (с вольтметром, эконометром и дополнительными контрольными лампами) и новое рулевое колесо с ободом меньшего диаметра.
В сравнении с ЗАЗ-1102, масса автомашины увеличилась на 70 кг.
Грузоподъёмность — 200 кг (с пятью пассажирами).

## Двигатель
Для автомобиля планировался двигатель МеМЗ-310 объёмом 1250 см³ и мощностью 60 л. с. при 5000 об/мин. Однако двигатель не был запущен в серию.
«Дану» комплектовали двигателями от «Таврии» МеМЗ-245 и ВАЗ-2108.

## Модификации и комплектации
- ЗАЗ-1125 — модификация отличающаяся от базовой модели 1105 силовой установкой из двигателя и 4-ступенчатой КПП типа ВАЗ-2108.
- ЗАЗ-110520 — экспортный вариант с правым рулём, также оснащаемый системой впрыска топлива фирмы «Сименс».
- ЗАЗ-110540 — модификация с системой впрыска топлива фирмы «Сименс».
- ЗАЗ-110550 — коммерческий пикап на базе элементов кузова ЗАЗ-1105. Открытая грузовая платформа оснащалась также матерчатым тентом или пластиковой надстройкой превращавшей его в фургон. «Пикап» производился до 2010 года.

Соответствие коммерческих названий заводским индексам моделей:
| Название в торговой сети | Заводской (конструкторский) индекс модели |
| ------------------------ | ----------------------------------------- |
| 1105 «Люкс»              | 1105 0000010                              |